# فانو سيراديغيان
فانو سيراديغيان (بالأرمنية: Վանո Սիրադեղյան؛ من مواليد 13 نوفمبر 1946) هو سياسي وكاتب أرمني. شغل العديد من المناصب الرفيعة في التسعينات. بين عامي 1992 و1996 كان وزير الشؤون الداخلية  وعمدة يريفان من عام 1996 إلى عام 1998. بعد استقالة الرئيس ليفون تير بتروسيان في فبراير 1998، تم توجيه اتهامات جنائية ضده. اختفى سيراديغيان في أبريل 2000  ومنذ ذلك الحين كان مطلوبًا من الإنتربول. اليوم، يعتبر سيرادغين واحدة من أكثر الشخصيات المؤثرة والمثيرة للجدل في أرمينيا ما بعد الاتحاد السوفياتي.

## حياة مبكرة
ولد سيراديغيان في قرية كوتي في شمال شرق أرمينيا، بالقرب من الحدود الأذربيجانية في عام 1946. من 1966 إلى 1969 خدم في الجيش السوفييتي وخمس سنوات بعد عودته إلى الوطن تخرج من جامعة يريفان الحكومية في عام 1974. في عام 1983 نشر أول كتاب له يدعى كيراكي (الأحد).
متزوج ولديه خمسة أطفال.

## مهنة سياسية
في عام 1988، أصبح سيرادغين واحداً من الأعضاء الرئيسيين في لجنة كاراباخ، التي طالبت السلطات السوفياتية بدمج أرمينيا في ناغورنو كاراباخ المتمتعة بالحكم الذاتي أوبلاست مع أرمينيا. في ديسمبر / كانون الأول 1989، ألقي القبض على أعضاء اللجنة البارزين، بما في ذلك سيراديغيان، لكن تم إطلاق سراحهم في مايو / أيار 1990. وقد أسست الحركة القومية الأرمينية من قبل أعضائها في نفس العام.
تم تعيين سيرادغين وزير الشؤون الداخلية في عام 1992 من قبل الرئيس ليفون تير بتروسيان، حيث بقي حتى عام 1996. وفقا لجامعة كاليفورنيا، بيركلي العلاقات العامة. ستيفان ه. استوريان، سيرادغين «يسيطر على جزء من السوق المحلي في المنتجات النفطية، وهو جزء من الدخل المتولد من تقاطعات النقل، والجزء الأكبر من سوق الغذاء، والجزء الأصغر من إنتاج الخبز، وصناعة الأخشاب وصناعة الأخشاب.» 
وقد انتقد بسبب الموقف المتشدد من المعارضة السياسية. في عام 1994، اتهم آشوط مانوشاريان، زميله من لجنة كاراباخ، سيراديغيان «بتخريب الديمقراطية وإشعال الفساد»، بينما ادعى هامبارتسم غلستيان أنه مسؤول عن 30 جريمة قتل ذات دوافع سياسية. كما لعب دوراً رئيسياً في حملة القمع القسري لاحتجاجات أنصار فازن مانوكيان بعد الانتخابات الرئاسية المثيرة للجدل في عام 1996. في مقابلة أجريت معه في يناير 1999، ذكر سيراجييان أن تير-بيتروسيان وقع في كساد لمدة ثلاثة أشهر وأنه يريد أن يستقيل فزجين سركسيان وسيراديغيان. وفقا له «جهاز الدولة كله كان محبطا، وشلت ولم تتشكل أي حكومة خلال [ما تلى ذلك] ثلاثة أشهر.» 
في نوفمبر 1996، استقال سيرادغين من منصبه في وزارة الداخلية. في 14 نوفمبر 1996 عين رئيسا لبلدية يريفان. في يوليو 1997، تم انتخاب سيرادغين زعيما للحركة القومية الأرمنية. في 2 فبراير 1998، قبل يوم من استقالة ليفون تير - بتروسيان، استقال سيراديغيان من منصب عمدة يريفان. وانتخب رئيس الوزراء روبرت كوتشاريان رئيسا لأرمينيا في آذار / مارس 1998.

## الاتهامات والاعتقالات
في 1 فبراير 1998، استقال سيرادغيان من منصب عمدة يريفان. بعد يومين، في 3 فبراير 1998، استقال الرئيس ليفون تير بتروسيان نتيجة لخلافات مع «القادة العسكريين المتشددين» وزير الدفاع فازين سركسيان، ورئيس الوزراء روبرت كوشاريان والداخلية ووزير الأمن الوطني سيرج سركسيان على نهر ناغورنو. مفاوضات تسوية كاراباخ مع أذربيجان. بعد استقالة تير - بتروسيان، أصبح سيراجديان زعيم الحركة الوطنية الأرمنية.
وفي كانون الثاني / يناير 1999، دعا أغفان هوفسبيان، المدعي العام لأرمينيا، الجمعية الوطنية إلى تجريد سيراديغيان من الحصانة البرلمانية بزعم أنها تأمر بقتل اثنين من ضباط الشرطة في كانون الثاني / يناير 1994. ووجهت للسيرديغيان تهمة 10 جرائم منها الحرق العمد والقتل والشروع في القتل. والمؤامرة. وقبل أيام اعتقلت قوات الأمن الوطنية، التي كان يرأسها الرئيس السابق سيرج سركسيان آنذاك، 24 من رجال الميليشيات المسلحة. ورداً على هذه الأفعال، زعم سيراديغيان أن «السلطات (أي إدارة روبرت كوشاريان) تريد تعزيز قوتها وتعزيز قبضتها على السلطة في أرمينيا». وفي الوقت نفسه، غادر سيراديغي أرمينيا لمدة أسبوعين. في فبراير / شباط، صوتت الجمعية الوطنية لصالح حرمانه من حصانته البرلمانية من الاضطهاد.
```
وفي فبراير / شباط 
1999
، قُتل نائب وزير الداخلية والأمن القومي وقائد القوات الداخلية لأرمينيا، الجنرال آرتشرون ماكاريان، «مما أثار تكهنات بأنه قد قُتل لمنعه من تقديم أدلة ضد سيرادغين».
[
6
]
```

في مارس 1999، أعيد انتخاب سيراجديان رئيسًا للحركة الوطنية الأرمينية. في المؤتمر الحادي عشر لـ PANM، انتقد سيرادغين الرئيس كوتشاريان و «نظام الشرطة العسكرية» المزعوم.
اعتقل سيراديغيان في 3 مايو 1999 في مطار زفارتنوتس بعد عودته إلى أرمينيا من بلغاريا. ومع ذلك، لم يقدم مكتب المدعي العام طلبًا يصف فيه ما تم اتهامه بـ سيرادغين. وفي 7 مايو، تم إطلاق سراح سيرادغين من الحجز وواصل الحملة الانتخابية.
جرت الانتخابات البرلمانية في أرمينيا في 30 مايو 1999. فاز حزب سيراديغيان القومي الأرمني بـ 1.2٪ فقط من قائمة الأحزاب. ومع ذلك، تم انتخاب سيرادغين من دائرة دائرة واحدة في يريفان.

## الاختفاء
غادر سيراديغيان أرمينيا في أوائل أبريل 2000،  بعد أن رفعت الجمعية الوطنية حصانته البرلمانية للسماح بمحاكمته الجنائية. حل وزير الخارجية الأرميني السابق ألكسندر أرزومانيان مكانه زعيمًا للحركة القومية الأرمينية في ديسمبر 2000. حُرم سيراجديان من ولايته البرلمانية في وقت لاحق في نوفمبر 2001، بسبب فقدان أكثر من نصف الجلسات البرلمانية.

## بعد الاختفاء
في يوليو 2012، بدأ التماس لعودة سيرادغين من قبل مجموعة شبكة اجتماعية.
في 25 يوليو 2012، عقدت سورين سيرونيان، الحارس الشخصي لسيراديغيان مؤتمرا صحفيا. وادعى أنه آخر شخص يرى سيراديغيان في 3 أبريل 2000، عندما زُعم أن سيراديغيان قد هرب من أرمينيا.

## تعليق سياسي
في 26 يناير 1999 في أول مقابلة له منذ استقالته في فبراير 1998، انتقد ليفون تير بتروسيان بشدة الاتهامات الموجهة ضد سيراجديان.
خلال المحادثات البرلمانية حول قضية سيراجغان، قال هوفيك أبراهاميان، رئيس الجمعية الوطنية: «أنا لا أتوقعه، إذا كان يريد العودة، دعه يأتي، فهذا شأنه».
يعتقد الكاتب سيرغي غالويان أن أرمينيا بحاجة إلى فانو سيراديغيان. وذكر على وجه الخصوص أن سيرادغين هو "واحد من أفضل الكتاب الحديث، وشخصية الكاريزمية." وادعى غلويان أيضًا أنه "في التسعينيات، فعل سيراديغيان في أرمينيا ما فعله بينيتو موسوليني عام 1923، أي أنه" اقتلع العصابات ".
وصرح هايك بابوخانيان، عضو البرلمان من الحزب الجمهوري لأرمينيا، في أغسطس 2012 أنه «من أجل العدالة، يجب أن يواجه محاكمة» و «يجب أن يتحمل المسؤولية عن الجرائم التي ارتكبها». زعم بابوخانيان أنه في حالة عودة سيراديغيان ليفون تير بتروسيان «سيهرب».